# Liste der Monuments historiques in Coupetz
Die Liste der Monuments historiques in Coupetz führt die Monuments historiques in der französischen Gemeinde Coupetz auf.

## Liste der Objekte
| Bezeichnung               | Beschreibung           | Standort                        | Kennzeichnung | Schutzstatus | Datum | Bild |
| ------------------------- | ---------------------- | ------------------------------- | ------------- | ------------ | ----- | ---- |
| Kruzifix                  | Holz, 17. Jahrhundert  | in der Kirche St-Laurent (Lage) | PM51002401    | Inscrit      | 1976  |      |
| Skulptur Madonna mit Kind | Stein, 15. Jahrhundert | in der Kirche St-Laurent (Lage) | PM51000325    | Classé       | 1977  |      |